# Ampelisca jarli
Ampelisca jarli är en kräftdjursart. Ampelisca jarli ingår i släktet Ampelisca och familjen Ampeliscidae. Inga underarter finns listade i Catalogue of Life.